# Keltoiberiska
Keltoiberiska är ett utdött indoeuropeiskt språk i den keltiska grenen som talades av keltiberierna i ett område på den iberiska halvön mellan floderna Douro, Tagus, Júcar och Turia och floden Ebro. Detta språk finns bevarat i nästan 200 inskriptioner daterade till andra och första århundradet f.Kr., främst i keltoiberisk skrift, en direkt anpassning av den nordöstra iberiska skriften, men också i det latinska alfabetet. De längsta bevarade keltoiberiska inskriptionerna är de på tre Botorritaplattorna, bronsplaketter från Botorrita nära Zaragoza, från början av första århundradet f.Kr., märkta Botorrita I, III och IV (Botorrita II är på latin). I nordvästra den av iberiska halvön fanns ett annat keltiskt språk, keltisk galiciska, som var nära besläktat med keltoiberiska. Ganska lite är känt om språket, som är bevarat i vissa ortnamn och namn på den iberiska halvön.

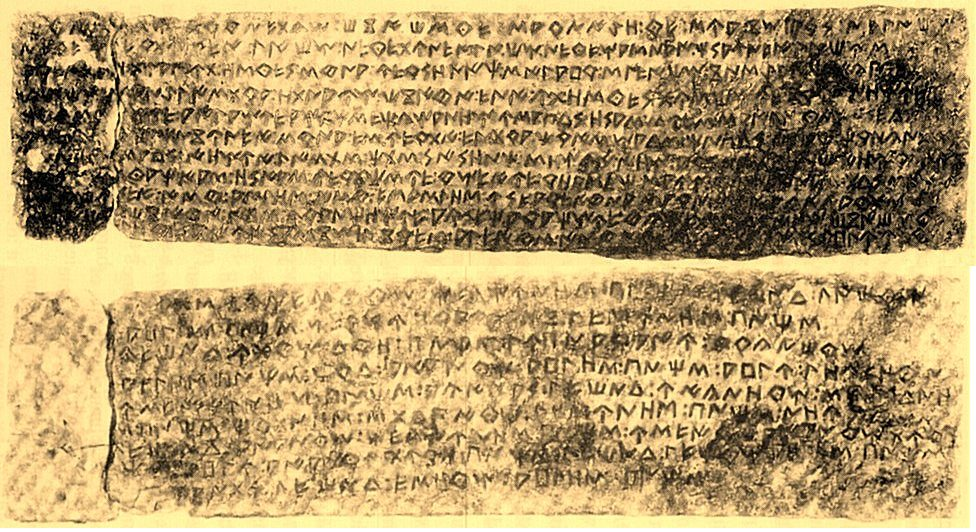
Fotografi av Botorrita I (båda sidorna)

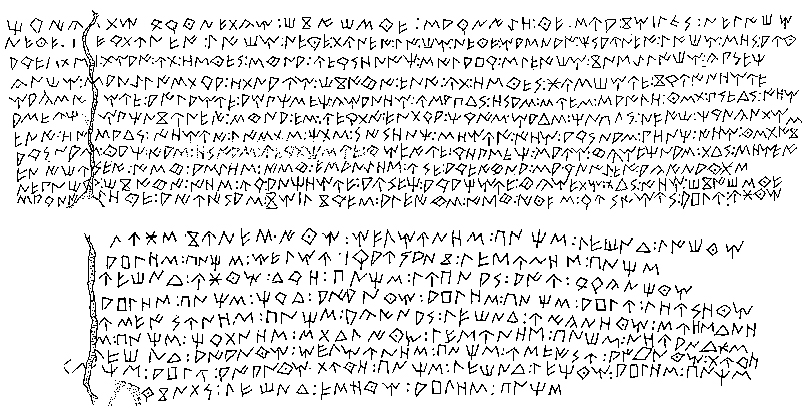
Inskrift på Botorrita I (båda sidorna)

## Språkets plats bland de keltiska språken
Tillräckligt mycket av språket har bevarats för att man ska veta att det var ett Q-keltiskt språk liksom goideliska språk och inte P-keltiska som galliska. Eftersom brittiska språket också är p-keltiska språk, och  ö keltiska språk är närmare besläktat med goideliska språk än med galliska, visar detta att P/Q-delningen av keltiska är parafylaktisk (har ägt rum mer än en gång): förändringen från *kw till p ägde rum på brittiska och galliska vid en tidpunkt då de redan var olika språk. Keltoiberiska och galliska är grupperade tillsammans som kontinentala keltiska språk, men denna gruppering är också parafyletisk: inga bevis tyder på att de två språken delade någon gemensam förändringar skilt från brittisk keltiska.
Språket behandlas i mera detalj på engeska wikipedia.